# Formica seuberti
Formica seuberti é uma espécie de formiga do gênero Formica, pertencente à subfamília Formicinae.